# Ian Selley
Ian Selley (Chertsey, 14 juni 1974) is een Engels voormalig voetballer die bij voorkeur als centrale middenvelder speelde. Selley was een jeugdproduct van Arsenal, maar wederkerende blessures dwarsboomden hem om een carrière uit te bouwen met Arsenal in de Premier League.

## Carrière
Selley stroomde in 1992 door vanuit de jeugdacademie van Arsenal, waartoe hij twee jaar eerder was getreden. Zijn meest waardevolle moment als speler kwam er in 1994. 
Selley werd in de editie 1993/1994 de jongste speler die ooit meespeelde in een finale van de Europacup II. Arsenal, onder leiding van manager George Graham, versloeg het Italiaanse Parma met 1-0 dankzij een vroeg doelpunt van aanvaller Alan Smith. Selley speelde de hele wedstrijd centraal op het middenveld. 
Selley scoorde dat seizoen een doelpunt tegen Standard Luik en Brøndby in de Europacup II. Een jaar eerder won Selley met Arsenal de League Cup en de FA Cup. In beide finales was Arsenal een beetje te sterk gebleken voor Sheffield Wednesday. Hij zat telkens op de bank en mocht niet invallen. In vijf seizoenen bij de hoofdmacht scoorde hij nooit in de competitie. Selley speelde 42 competitiewedstrijden voor Arsenal. Wegens aanhoudend blessureleed zou hij nooit kunnen doorbreken op Highbury en nadat hij de club in 1997 verliet, kreeg Selley nog meer te maken met blessures. Hij speelde nauwelijks bij zijn volgende clubs Fulham en een financieel noodlijdend Wimbledon. 
Selley werd drie keer uitgeleend aan Southend United, waarvan twee keer door Wimbledon en één keer door Arsenal in 1996. Zijn laatste club met een zeker aanzien was Woking, waar hij tot 2007 actief was en waarna hij nog enkele seizoenen meedraaide in het amateurcircuit. Selley beëindigde zijn voetbalcarrière definitief in 2012.

## Erelijst
| Competitie   |         |         |
| Competitie   | Aantal  | Jaren   |
| Arsenal      | Arsenal | Arsenal |
| ------------ | ------- | ------- |
| FA Cup       | 1×      | 1992/93 |
| Europacup II | 1×      | 1993/94 |
| League Cup   | 1×      | 1992/93 |